# Campionati tedeschi di sci alpino 1979
Ai Campionati tedeschi di sci alpino 1979 furono assegnati i titoli di slalom gigante e slalom speciale, sia maschili sia femminili.

## Risultati
| Specialità      | Uomini       | Donne             |
| --------------- | ------------ | ----------------- |
| Slalom gigante  | Frank Wörndl | Christa Kinshofer |
| Slalom speciale | Frank Wörndl | Pamela Behr       |